# Upiórtovka
Upiórtovka (en rus: Упёртовка) és un poble de l'óblast de Tula, a Rússia, segons el cens del 2010 tenia 390 habitants.